# Ti kniver i hjertet
Ti kniver i hjertet é um filme de drama norueguês de 1994 dirigido e escrito por Marius Holst e Lars Saabye Christensen. Foi selecionado como representante da Noruega à edição do Oscar 1995, organizada pela Academia de Artes e Ciências Cinematográficas.

## Elenco
- Martin Dahl Garfalk - Otto
- Trond Halbo - Johnny
- Jan Devo Kornstad - Frank
- Kjersti Holmen - mãe
- Reidar Sørensen - pai
- Bjørn Sundquist - Bulken
- Bjørn Floberg - Wiik
- Gisken Armand - Sager
- Ingar Helge Gimle - Gregers